# Dongkengkou (köpinghuvudort i Kina, Zhejiang Sheng, lat 29,06, long 118,14)
Dongkengkou (kinesiska: 东坑口, 杨林, 杨林镇) är en köpinghuvudort i Kina. Den ligger i provinsen Zhejiang, i den östra delen av landet, omkring 240 kilometer sydväst om provinshuvudstaden Hangzhou. Antalet invånare är 9 693. Befolkningen består av 4 921 kvinnor och 4 772 män. Barn under 15 år utgör 20,0 %, vuxna 15-64 år 65 %, och äldre över 65 år 13,0 %.
Runt Dongkengkou är det ganska tätbefolkat, med 222 invånare per kvadratkilometer. Närmaste större samhälle är Zihu, 16,8 km söder om Dongkengkou. I omgivningarna runt Dongkengkou växer i huvudsak blandskog.
Genomsnittlig årsnederbörd är 2 644 millimeter. Den regnigaste månaden är juni, med i genomsnitt 491 mm nederbörd, och den torraste är oktober, med 45 mm nederbörd.